# Вишня (Могилёвская область)
Ви́шня (бел. Вішня) — деревня в составе Савского сельсовета Горецкого района Могилёвской области Республики Беларусь.

## История
В 1959 году деревня Пьяньково переименована в Вишню.

## Население
- 1999 год — 15 человек
- 2010 год — 8 человек